# Eine schlimme Sache
Eine schlimme Sache, auch Eine böse Tat (russisch Недоброе дело, Nedobroje delo), ist eine Erzählung des russischen Schriftstellers Anton Tschechow, die am 2. März 1887 in der Peterburgskaja gaseta erschien.
J. Treumanns Übertragung ins Deutsche kam 1891 unter dem Titel Eine böse Tat bei Reclam in Leipzig heraus. Andere Übersetzungen: 1892 ins Serbokroatische (Зло дело), 1895 ins Rumänische (O faptă rea – Eine Schandtat), 1897 ins Ungarische (Éjfélkor a temetöben – Um Mitternacht auf dem Friedhof) und 1898 ins Bulgarische (Лошо дело) sowie ins Slowakische (Neporiadna vec).

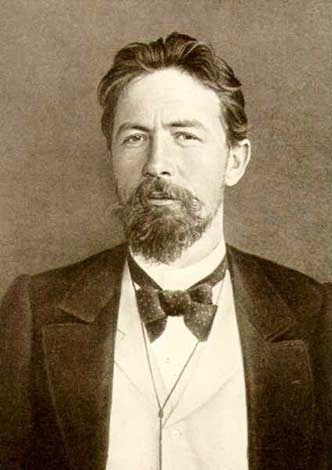
Anton Tschechow

## Handlung
Drei Diebe dringen des Nachts in einen Friedhof ein, der eigentlich von drei Männern bewacht wird. Doch einer schläft und ein zweiter liegt im Fieber. Einer der Diebe – er gibt sich als Wanderer aus – lenkt den dritten Mann, also den aktiven Wächter, ab. Währenddessen brechen die anderen zwei Diebe in den Altarraum der Friedhofskirche ein. Als der aktive Wächter die Wahrheit ahnt, lässt der „Wanderer“ die Maske fallen und hält den Übertölpelten gewaltsam in Schach. Den drei Dieben gelingt die Flucht über genau den Weg, den sich der „Wanderer“ von dem Wächter kurz zuvor hat zeigen und beschreiben lassen.

## Form
Das Thema der Erzählung – ein Kirchendiebstahl – ist nicht vorhersehbar. Vielmehr legen die (sich am Ende der Geschichte als Lügenmärchen entpuppenden) Äußerungen des „Wanderers“ gegenüber dem Friedhofswächter die Annahme nahe, es handele sich um eine Gruselgeschichte.

## Hörspiel
- Rundfunk der DDR 1972, Eine schlimme Sache. Der Fehltritt. Zwei Hörspiele von Joachim Staritz mit Walter Lendrich, Hans-Edgar Stecher und Gerhard Rachold.[3]

## Deutschsprachige Ausgaben

### Verwendete Ausgabe
- Eine schlimme Sache. S. 47–54 in A. P. Tschechow: Neue Meistererzählungen. Deutsch von Reinhold Trautmann. 367 Seiten. Dieterich’sche Verlagsbuchhandlung, Leipzig 1949 (Aufl. 1958, Vorwort 20 Seiten von R.M.)